# Chauliodites costalis

Chauliodites costalis (лат.) — ископаемый вид насекомых из семейства Chaulioditidae (отряд Grylloblattida). Пермский период (Бабий Камень, ярус Мальцева, чансинский ярус, возраст находки 252—254 млн лет), Россия, Кемеровская область (54.4° N, 87,5° E).

## Описание
Длина переднего крыла — 16,5 мм.  Сестринские таксоны: Chauliodites durus, Ch. ramosus, Ch. issadensis, Ch. eskovi, Ch. afonini, Ch. ponomarenkoi. Вид был впервые описан в 1936 году советским палеоэнтомологом А. В. Мартыновым (Палеонтологический институт РАН, Москва) по ископаемым отпечаткам под первоначальным названием Tomia costalis.